# Parcul Național Shivapuri Nagarjun
Parcul Național Shivapuri Nagarjun este cel de-al nouălea parc național din Nepal și a fost înființat în 2002. Este situat în mijlocul dealurilor țării, pe marginea nordică a văii Kathmandu și este numit după vârful Shivapuri cu o altitudine de 2.732 m. Acesta acoperă o suprafață de 159 km² în districtele Kathmandu, Nuwakot și Sindhupalchowk, alături de alte 23 de sate. În vest, aria protejată se extinde până în districtul Dhading.

## Istorie
Zona a fost întotdeauna un important bazin hidrografică, care furnizează zilnic câteva sute de mii de metri cubi de apă în valea Kathmandu. În 1976, zona a fost înființată ca un bazin hidrografic protejat și ca rezervație pentru animale sălbatice. În 2002, a fost amenajat drept Parcul Național Shivapuri, acoperind inițial 144 km². A fost extinsă prin adăugarea rezervației forestiere Nagarjun, acoperind 15 km² în 2009.
Parcul include câteva situri istorice și religioase, precum și un traseu popular de drumeții pentru localnici și turiști.

## Clima
Parcul este situat într-o zonă de tranziție între clima subtropicală și clima temperată. Precipitațiile anuale de aproximativ 1.400 mm cad în cea mai mare parte din mai până în septembrie, 80% în timpul musonului. Temperaturile variază de la 2–17° C în timpul sezonului de iarnă, crescând la 19–30° C în timpul sezonului de vară.